# 秋山真志
秋山 真志（あきやま まさし、1958年9月25日 - ）は、日本のノンフィクション作家。2008年、『寄席の人たち』で第21回大衆文学研究賞評論・伝記部門を受賞。

## 来歴
東京都豊島区で生まれ、神奈川県の湘南地方や横浜市で育つ。現在、鎌倉市在住。浅野高校を経て、明治大学文学部仏文学専攻卒業後、出版社勤務を経て、フリーランス。『職業外伝』がノンフィクション作家としての事実上のデビュー作で、多くの書評に取り上げられ、NHKの「週刊ブックレビュー」でも取り上げられた。『職業外伝』は、日本の滅びゆく職業人を職業を切り口にして書く人物ノンフィクション。
自ら鎌倉はなし会という落語会を主宰するなど落語・寄席演芸に対する造詣も深い。2008年、『寄席の人たち』で第21回大衆文学研究賞評論・伝記部門を受賞。
2017年日刊ゲンダイで「鎌倉物語」というコーナーの連載記事を執筆。
鎌倉文士や映画人の鎌倉市内飲食店でのグルメエピソードを綴った「鎌倉物語」を執筆中。

## エピソード
- トキワ荘で知られる、豊島区椎名町で生まれた[2]。
- バックパッカーとしてアジアを中心に旅をしている[7]。
- バングラデシュの少数民族・ラカインをサポートする活動をしている[8]。
- ジャズにも造詣が深く、ジャズピアニストの板橋文夫の友人[9]。
- 女優の小山明子さんや「チャコちゃん」ことフルート奏者と吉川久子さんとの交遊が深い。
- ｢鎌倉物語｣を書くことをライフワークとする。

## 著作
- 『職業外伝』（ポプラ社）2005年
- 『続職業外伝』（ポプラ社）2006年　
  - 『職業外伝  紅の巻』（ポプラ文庫）
  - 『職業外伝  白の巻』（ポプラ文庫）
- 『寄席の人たち 現代寄席人物列伝 』創美社、集英社発売、2007年）
- 『昭和　失われた風景・人情』（ポプラ社）2008年
- 『一冊でわかる落語ガイド—読んで、寄席で楽しむユーモアあふれる噺の世界』監修（成美堂出版）2008年